# Éric Nessler
Pour les articles homonymes, voir Nessler.
Éric Nessler, né à Lunéville (Meurthe-et-Moselle) le 20 mai 1898 et mort à Malesherbes (Loiret) le 18 février 1976, est un aviateur français, l'un des pionniers et un grand champion français de vol à voile.

## Biographie
Il fait voler un planeur de sa conception (le N.1) dès 1916 au Camp du Ruchard. Pendant la Première Guerre mondiale, il est mobilisé dans les Dragons, puis comme aviateur : breveté pilote à Pau en 1917, il vole, au sein de l'escadrille SPA99,  sur chasseur SPAD, et sera blessé au-dessus de Verdun. Moniteur militaire à Villacoublay de 1919 à 1920, il participe ensuite aux tout premiers concours de vol à voile organisés en France, en particulier à Combegrasse (Puy-de-Dôme) en 1922, et à Vauville (Manche) en 1924 et 1925. Ces concours, pendant lesquels Eric Nessler s'illustre brillamment, toujours sur des planeurs de sa conception, permettent d'expérimenter le vol à voile thermique et dynamique.
Il fut le premier moniteur diplômé de vol à voile en 1936 (brevet no 1 du 24 décembre 1936), et forma ensuite les premiers instructeurs.
Il prit part à l'élaboration et aux essais de planeurs français de performance, en particulier au sein du bureau d'études Avia dirigé par Raymond Jarlaud, où il assure les fonctions de chef pilote et de conseiller technique dès 1932.
De 1934 à 1937 il assume la responsabilité de chef pilote du « Centre National de Vol sans Moteur » de La Banne d'Ordanche (Puy-de-Dôme).
En 1936 il obtient le premier insigne d'argent de vol à voile français en réalisant un vol de plus de 5 heures, un gain d'altitude de plus de 1 000 mètres et une distance de plus de 50 kilomètres. 
En 1938 il est le premier français titulaire de l'insigne d'or de vol à voile, qui concrétise un gain d'altitude d'au moins 3 000 mètres et un parcours d'au moins 300 km, performances exceptionnelles pour l'époque. La même année, le 4 août 1938, il réalise la première traversée de Paris en planeur, à bord du prototype du Delanne 60-E.1.
Moniteur de pilotage à l'aube de la Seconde Guerre mondiale, il continue ensuite la pratique du vol à voile (toléré par l'occupant) en zone libre, en profitant pour ravir aux Allemands le record du monde de durée, malheureusement non homologué : 38 heures et 42 minutes, à bord d'un Spalinger S-18 (en), en juin 1942, au centre de la Montagne Noire (Haute-Garonne).
En 1947 il s'impose encore au concours international de vol à voile des États-Unis, à Wichita Falls (Texas), avec un vol de plus de 500 km (le premier dans ce pays) sur un planeur français de type Arsenal Air 100 conçu par Raymond Jarlaud.
Titulaire de nombreux records de durée et de distance en planeur, pilote de vol à voile jusqu'au début des années 1970, il décède à Malesherbes (Loiret) le 18 février 1976 et y est inhumé.

## Œuvres
Auteur d'une remarquable Histoire du vol à voile, parue en 1947.

## Distinctions
- Légion d'honneur[4]
- En 1969, il devient récipiendaire de la Médaille Lilienthal.